# 第二國度II 王國再臨
《第二國度II 王國再臨》是由LEVEL-5開發並由萬代南夢宮娛樂發行在Microsoft Windows和PlayStation 4平台的角色扮演遊戲，前作為《第二國度 白色聖灰的女王》。該遊戲原定在2018年1月19日在全球發售，期後官方於2017年12月13日將預定發售日改至次年3月23日。並於 2021 年 9 月 16 日在 Nintendo Switch 上推出完全版《二之國 2 王國再臨 All In One Edition》。
主人公為一位被篡奪帝位，並試圖取回其王國的年輕國王伊凡·佩蒂威斯卡·蒂爾卓姆（Evan Pettiwhisker Tildrum），玩家可以操縱他於開放世界中隨處走動，而其他角色則在與敵人戰鬥時可供使用。在戰鬥期間，玩家可以使用魔法技能和放出可施放法術的元素生物「Higgledies」。

## 遊戲玩法
《第二國度II 王國再臨》是一款第三人稱的單人遊戲。玩家可以通過完成任務以取得遊戲劇情的進展，而在任務之外，玩家也可以在開放世界中自由的溜達，探索城鎮、村莊、地下城和遍布全世界的危險場所。當離開一個地點後，玩家會進入可以選擇下一個要去的地方的世界地圖；遊戲地圖會以立體透視模型的方式呈現，而角色則會變得非常微型。
當玩家遇到敵人時便會進入戰鬥，戰場是開放式的，玩家可以在該區自由的走動。在戰鬥中，玩家可以操縱一個盟友進行戰鬥；;所有角色都是手動移動的。玩家可以向敵人使用近戰攻擊、魔法技能或召喚「Higgledies」。「Higgledies」是「勇氣的靈魂」，它們以多種形式存在且代表各種古典元素，玩家可以放出它們到達遙遠的地區或探索地下城。
在《王國再臨》中，玩家有建設和管理王國的技能，而焦點則集中於對城鎮勞動力的安排。

## 故事情節
故事時間設在《白色聖灰的女王》的數百年後，《王國再臨》有貓和老鼠兩個村落，牠們因兩個因素而在叮噹戴爾鎮交戰（Ding Dong Dell）。在遊戲中，老鼠部落完成政變，控制整個國家。主人公伊凡·佩蒂威斯卡·蒂爾卓姆是貓部落的年輕國王，牠被老鼠部落的奪權者篡奪帝位，並因此下定決心收回牠的王國。有兩個人協助伊凡，分別是來自另一世界遊人羅蘭（Roland）和空賊團團長的女兒塔妮（Tani）。

## 開發
《第二國度II 王國再臨》的首次公佈為在PlayStation Experience的主題演講中，Eurogamer形容該公佈是整個演講的亮點。與前作《白色聖灰的女王》不同的是，吉卜力工作室並沒有參與進此次製作中。雖然如此，曾參與《白色聖灰女王》開發工作的前吉卜力角色設計師百瀨義行和作曲家久石讓仍在《王國再臨》的開發成員名單中。Level-5的CEO日野晃博表示續作將會更好的實現遊戲的野心、更深層次的故事和改進過的遊戲畫質。《第二國度II 王國再臨》將會在2018年1月19日在PlayStation 4和Microsoft Windows平台上發行。
另外，開發團隊稱遊戲角色羅蘭的性格會因為他的年紀引起成人玩家的注意，而「Higgledies」則會讓戰鬥系統更有活力。

## 评价
《第二國度II 王國再臨》在發行後取得正面的評價。在Metacritic上，其PS4版根據84條評論獲得84/100分，PC版則憑著22條評論得到81/100，兩者皆屬「普遍好評」級別。
截至2018年5月，本作雙平台在全球的實體版出貨量與下載版合計已超過90萬份。

### 獎項
| 年份 | 獎項       | 類別                          | 結果 | 來源          |
| ---- | ---------- | ----------------------------- | ---- | ------------- |
| 2017 | 遊戲評論獎 | 最佳角色扮演遊戲              | 獲獎 | [ 25 ]        |
| 2017 | Gamescom獎 | 最佳攤位                      | 提名 | [ 26 ] [ 27 ] |
| 2017 | Gamescom獎 | 最佳主機遊戲（PlayStation 4） | 提名 | [ 26 ] [ 27 ] |
| 2017 | Gamescom獎 | 最佳角色扮演遊戲              | 獲獎 | [ 26 ] [ 27 ] |
| 2017 | Gamescom獎 | Best Family Game              | 提名 | [ 26 ] [ 27 ] |

## 外部連結
- 官方网站